# IC 3066
IC 3066 ist eine Spiralgalaxie vom Hubble-Typ Sbc im Sternbild Coma Berenices am Nordsternhimmel. Sie ist schätzungsweise 124 Millionen Lichtjahre von der Milchstraße entfernt.
Das Objekt wurde am 7. Mai 1904 von Royal Harwood Frost entdeckt.